# Al-Safiriyya

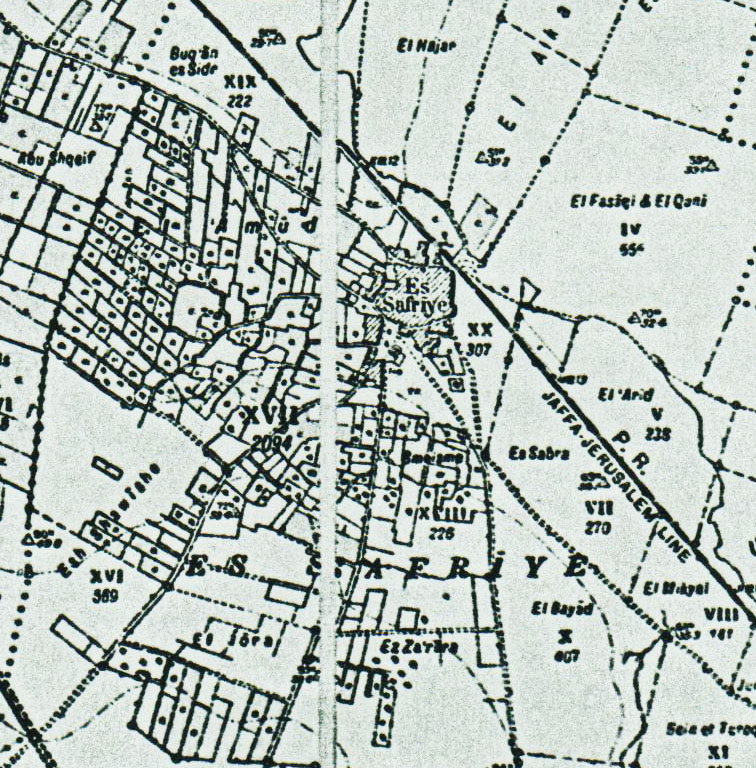
Plànol de Es Safriye el 1932; escala 1:20.000

Al-Safiriyya fou una vila de palestins del subdistricte de Jaffa (Israel), que fou despoblada durant l'Operació Hametz de la guerra araboisraeliana el 20 de maig del 1948. El lloc està situat a 11 km a l'est de Jaffa i a 1,5 km a l'oest de l'aeroport Ben Gurion.

## Edat mitjana
Antigament hi hagué una fortalesa anomenada Khirbat Subtara.
Al-Safiriyya era ja coneguda pels romans d'Orient i pels croats amb el nom de Sapharea o Saphyria.
Hani Al-Kindi, erudit i asceta musulmà, fou enterrat a Al-Safiriyya. El califa omeia Úmar ibn Abd-al-Aziz (717– 720) li oferí el govern de la regio de Palestina, però Al-Kindi no l'acceptà.

## Període otomà
Al-Safiriyya fou incorporada a l'Imperi Otomà el 1517 juntament amb tota Palestina i el 1596 apareix en els registres de taxes (defter) amb el nom de Safiriyya, inclosa en el subdistricte (nahiva) de Ramla, que pertanyia a l'administració del districte (liwa) de Gaza. En aquell temps tenia una població de 53 llars, cosa que s'estima serien unes 292 persones, tots ells musulmans. Pagaven una taxa fixada en el 33,3 % sobre els productes agrícoles, els quals eren: blat, ordi, sèsam, vinyes, arbres fruiters, que complementaven amb la cria de cabres i l'obtenció de mel dels ruscs, a més d'ingressos ocasionals; en total 18.800 akçes. Tots els diners recaptats eren donats com a waqf.
El 1838 Safiriyeh fou una de les viles esmentades per Edward Robinson en el seu llibre de viatges. Aquest autor diu que es podia albirar des de dalt de la Mesquita Blanca de Ramla i anotà que pertanyia al Districte de Lídia.
Un altre viatger, Victor Guérin, passà el 1863 i anotà que hi havia 450 habitants. Observà que la mesquita de la vila estava a l'ombra d'una vella morera, i que els pagesos locals tenien plantacions de tabac i síndries.
En una llista otomana de poblacions de vers el 1870 consta es-Safirije amb 29 cases i una població de 134, tot i que en aquell temps en el cens només es comptaven els homes.
El 1882, la secció Survey of Western Palestine del Fons per a l'Exploració de Palestina la descriví com una vila amb cases construïdes amb maons de tova que tenia plantacions d'oliveres al sud.

## Període del mandat britànic
En el cens de Palestina del 1922 ordenat per les autoritats del Mandat Britànic de Palestina, Safriyeh tenia una població de 1.306 persones, tots ells musulmans, que augmentà en el següent cens efectuat el 1931 a 2.040 habitants, també musulmans i 489 cases.
En les estadístiques del 1945 tenia una població de 3.070 musulmans, i una extensió de 12.842 dúnams, dels quals 3.539 eren emprats en el conreu de cítrics i plàtans, 3.708 eren conreus d'hort, 3.032 eren cereals, mentre que 95 dúnams estaven classificats com a àrea urbanitzada.
Al-Safiriyya tenia en aquesta època dues escoles d'educació primària, una per a nois fundada el 1920 que tenia matriculats 348 alumnes el 1945, i una altra per a noies, fundada el 1945 amb 45 alumnes.

## Després del 1948
Benny Morris diu que la data i el moment en què la vila quedà deshabitada és desconegut. El periodista i militar Aref al-Aref ha escrit que Al-Safiriyya fou ocupada pel yixuv l'abril del 1948, al mateix temps que Yazur i Bayt Dajan.
El 13 de setembre del 1948, Al-Safiriyya fou una de les 14 viles de palestins que Ben-Gurion demanà que fossin destruïdes per evitar que els seus habitants les tornessin a poblar.
Tzafria, Kfar Chabad, Tochelet, Ahi'ezer i els suburbis de Rishon LeZion ocupen actualment les terres que van ser Al-Safiriyya.
El 1992 el lloc que havia ocupat aquella vila era descrit de la següent manera: «"Les dues escoles –estructures llargues de formigó amb portes i finestres rectangulars– encara romanen i s'han remodelat. Hi ha un nombre de cases, algunes fetes de maons de tova i altres de ciment, també es conserven i estan o bé deshabitades o ocupades per famílies de jueus. Són des del punt de vista arquitectònic senzilles, amb portes i finestres rectangulars, la majoria amb terrat. Els cactus i diverses fileres d'arbres creixen a la vora de l'antiga carretera, i al lloc també hi creixen sicòmors i xiprers. Parts de les terres que l'envolten tenen construccions i altres parts són conreus dels israelians."»